# Emeterio Gutiérrez Albelo
Emeterio Gutiérrez Albelo (Icod de los Vinos, Tenerife, 17 de agosto de 1904 - Santa Cruz de Tenerife, 6 de agosto de 1969) fue un poeta y editor español perteneciente a la Generación del 27.

## Biografía

### Juventud y formación
Emeterio Gutiérrez Albelo nació a las 23:00 del 17 de agosto de 1904 en la calle de la Asomada de la antigua Villa de Icod, isla de Tenerife. El 27 de agosto de 1904 es bautizado por el cura ecónomo Julio Delgado y Delgado en la Iglesia Matriz de San Marcos Evangelista de la misma localidad.
Su padre, Emeterio Gutiérrez López, primer Cronista Oficial de Icod en 1924, fue director de varias publicaciones locales como La Voz Icodense (1897), La Voz de Icod (1898-1899) o el semanario La Comarca (1919-1923), donde Gutiérrez Albelo publica sus primeros poemas y prosas. En sus comienzos, Albelo colaborará además habitualmente en la Gaceta de Tenerife, La Voz del Valle y la revista Alba de Cienfuegos. Estudia bachillerato en el IES Canarias Cabrera Pinto y magisterio en la Universidad de La Laguna, junto a futuros autores como Luis Álvarez Cruz, Juan Pérez Delgado Nijota, Antonio Dorta o Sebastián Padrón Acosta, ejerciendo la profesión docente durante el resto de su vida en diferentes localidades de la isla. Su primer destino es el Colegio Isabel La Católica, en el barrio santacrucero de El Cabo; de allí se trasladaría al municipio de Vilaflor.
A este primer periodo se corresponden las composiciones Noche de amor, Dejad al poeta, o La suprema belleza, de 1919, o Insomnio o El poema de tus ojos de 1920, publicadas en La Comarca.

#### Obras tempranas
Su primera obra, titulada La Fuente de Juvencio (1925) es de inspiración parnasiana y modernista y nunca llegó a publicarse. Durante la segunda mitad de los años veinte, participa junto con los escritores insulares Domingo Pérez Minik y Pedro García Cabrera en la revista Hespérides, de la que es redactor jefe Eduardo Westerdahl. A la revista Hespérides se deberá la aparición de composiciones como Soneto de la pipa, Luces en la noche o Leyendo a Francis Jammes, las cuales serán incluidas posteriormente por el autor, con variantes, en su primer poemario. Asimismo, colabora ocasionalmente con redacciones como Otra vez la ciudad en la revista de Agustín Espinosa y Juan Manuel Trujillo, La Rosa de los Vientos, donde coincide con los escritores Carlos Pestana, Ernesto Pestana y el catedrático de Literatura española Ángel Valbuena Prat, entre otros.

### Obras de vanguardia

#### Campanario de la primavera
En Vilaflor, al sur de la isla, donde ejerció como maestro en la escuela de niños, completa su primer libro editado, Campanario de la primavera de 1930, que integrará publicaciones  anteriores de Hespérides, el periódico La Tarde o El Progreso. El mismo año, el poemario es reseñado por Agustín Espinosa en la revista de Giménez Caballero, La Gaceta Literaria, en un artículo de la misma titulación; Espinosa destacaría la claridad, la novedad expresiva y el impulso juvenil que acompañarían a esta primera obra, así como la voluntad de contemporaneidad de su autor. Otros rasgos que ubicarían esta obra «en el camino de la renovación expresiva lo constituyen la fragmentación del discurso, el alejamiento del orden lógico de la frase, las nominalizaciones y las alteraciones semánticas». Por su parte, Giménez Caballero introduciría la obra de Gutiérrez Albelo entre los números de agosto y septiembre de la Revista de las Españas en el año de su publicación. La crítica señalaría entre las composiciones la influencia de los literatos Francis Jammes, Juan Ramón Jiménez y Ramón Gómez de la Serna, así como la de las principales voces de la incipiente Generación del 27, una multiplicidad de influencias «sin asimilar en su totalidad: la huella modernista junto a la poesía pura, el ultraísmo y el neopopularismo». Con Campanario de la primavera, Gutiérrez Albelo habría culminado, en palabras de Espinosa, la aportación de Tenerife «a su última hora poética española», adscribiéndose de esta forma «a la generación literaria que amanece en Canarias con La Rosa de los Vientos».

#### Etapa surrealista
En la primera mitad de los años treinta, la frecuencia de las aportaciones de Gutiérrez Albelo en prensa se intensifica con artículos como Telegramas de urgencia sobre «Isla de promisión», Tres dados de Agustín Espinosa, Sobre «Transparencias fugadas», de Pedro García Cabrera o Eduardo Westerdahl y su obra, del diario La Tarde. Su producción lírica en prensa se regulariza asimismo con poemas como Romanticismo, Retrato, Elegía entre dos luces o Arqueología sentimental. En abril de 1933, Gutiérrez Albelo ingresa por mediación de Eduardo Westerdahl en la redacción de Gaceta de Arte como sustituto del escritor José Arozena, situándose con ella «en primera línea de las revistas europeas, abierta a las tendencias más innovadoras del arte abstracto y del surrealismo». A Gaceta de Arte se deberá la aparición de múltiples trabajos, anteriores a su incorporación, como Enigma del invitado o Minuto a Brigitte Helm, o posteriores; Film vampiresco, Zumo de Charlot, Folletín o La sombrilla rota. Sus dos libros siguientes, Romanticismo y cuenta nueva (1933), y Enigma del invitado (1936), editados por Gaceta de Arte, constituirían junto a Lo imprevisto (1936) de Domingo López Torres los máximos exponentes del surrealismo poético tinerfeño.
En mayo de 1935, durante la gestión de Enigma del invitado, el Ateneo de Santa Cruz de Tenerife y el equipo editorial de Gaceta de Arte organizarían conjuntamente la primera Exposición Surrealista realizada en España, en colaboración con los invitados André Bretón, Benjamin Péret y Jacqueline Lamba. Con motivo del evento, es redactado un Manifiesto surrealista, que firman Breton, Péret, así como varios integrantes de la denominada facción surrealista de Tenerife; Albelo, por el contrario, declinaría firmar el documento al encontrarse en desacuerdo con sus proclamas.

##### Romanticismo y cuenta nueva
En noviembre de 1933 Gutiérrez Albelo publica el poemario Romanticismo y cuenta nueva, que incluirá numerosas composiciones impresas con anterioridad en la revista Gaceta de Arte y La Tarde, así como múltiples poemas inéditos. Los trabajos presentados por el autor habrían sido redactados a lo largo del periodo que separaría la publicación de sus dos primeras obras; así, Ecovio, Despedida, o las citadas Elegía entre dos luces y Film Vampiresco, por ejemplo, se imprimirían en los meses de marzo y agosto de 1931, enero de 1932, y abril de 1933, respectivamente. 
Romanticismo y cuenta nueva reflejará los efectos de una evolución continuadora del lenguaje y la personalidad propios de Campanario de la Primavera, en la que los recursos e influencias anteriores se verán asimilados como trasfondo en el empeño por una redacción concisa, matizada y en equilibrio. La evolución del estilo desde Campanario de la Primavera, e inclusive dentro del mismo periodo de elaboración del poemario resultará progresiva, revelándose el influjo surrealista en sus diversas variantes de automatismo, visión onírica, crueldad, desestructuración o irracionalidad como una innovación apenas sobresaliente entre el espectro de posibles tendencias o recursos del autor. No ocurrirá así con la evolución de su enfoque, cuyo repertorio se amplía, ni de la temática, que girará notablemente hacia una instrospección y unas inquietudes muy alejadas de la ingenuidad y el candor bucólicos presentes en su primer trabajo. Asoma en Romanticismo y cuenta nueva la preeminencia del objeto frente a la despersonalización del individuo, la preocupación por el sentimiento oculto, el despliegue de la cultura popular moderna y su imaginería, así como la naturaleza independiente y variable de los contextos, dentro de una lírica aún propiamente o parcialmente romántica. El texto reflejaría asimismo una tendencia hacia la pronunciación de observaciones o sentimientos característicos del existencialismo que el poeta mantendría de manera remitente a lo largo de su bibliografía.

##### Enigma del invitado
Al igual que con sus trabajos anteriores, Gutiérrez Albelo reunirá en Enigma del invitado, de junio de 1936, composiciones inéditas junto con la mayoría de redacciones que el autor viera aparecer en otros medios desde la publicación de su anterior trabajo. A Enigma del invitado pertenecerán poemas como Folletín, publicado en mayo de 1934, El presentado sin el presentante de 1935, o Me encontraba escribiendo, en La Tarde de 1936. Tan sólo el poema Un esqueleto y una estatua, recogido por Gaceta de Arte en abril de 1933 habría sido publicado con anterioridad a la aparición de Romanticismo y cuenta nueva.
Constituido como un itinerario presumiblemente circular a través de 26 capítulos poéticos, Enigma del invitado supondrá la culminación de Gutiérrez Albelo en su incursión a través del ideario y postulados propios del movimiento surrealista. El estilo y tono de Albelo demostrado en obras anteriores, especialmente Romanticismo y cuenta nueva, se asienta en conjunto, al tiempo que se radicaliza en sus propuestas surrealistas a través de diversos cauces; emocional, escenográfico, narrativo, o simplemente esquemático de una sucesión de episodios o ambientes aparentemente sin conexión. Predominan en Enigma del invitado la yuxtaposición opresiva de espacios o situaciones incongruentes dentro y fuera de sí mismos, los sentimientos de impotencia, burla, acoso, o desorientación en contextos a menudo satíricos o humorísticos, así como una fijación sádica de las fuerzas ocultas del insconciente y de los objetos cotidianos sobre la persona y sus posibles virtudes. Los objetos «que pululan en los distintos fragmentos forman parte de una realidad extrañada en la que conviven [...] cobran vida o apariencia de vida [...] parecen rebelarse.

### Guerra civil española
El golpe de Estado de julio y consecuente desarrollo de la Guerra Civil de 1936 supondrá el cese de la actividad del grupo surrealista tinerfeño y de Gaceta de Arte. Emeterio Gutiérrez Albelo, maestro en el barrio icodense de La Vega durante la sublevación, es procesado y apartado del ejercicio docente durante diez meses y medio «por su militancia política y por su conocida relación con los movimientos surrealistas españoles, considerados subversivos por las nuevas autoridades». Durante el transcurso de la contienda, la Junta de Enseñanza Local remitirá con regularidad informes sobre su conducta pública y privada; al menos tres expedientes y seis informes acerca de sus responsabilidades políticas constarían tras el archivo encauzado por la Falange local y la Inspección de Enseñanza.    
El 15 de agosto del mismo año el escritor contrae matrimonio con Donatila Airenza Fumero, con la que tendrá tres hijas: Ana Rosa, Mercedes y Carmen Paz. La pareja instala su primera residencia familiar en Icod. En 1937, tras ingresar en la falange española, Gutiérrez Albelo es nombrado delegado local de Prensa y Propaganda, puesto para el que desarrollaría labores informativas. Finalizado el periodo de separación de sus funciones, Albelo se reincorporaría asimismo como maestro en la localidad de Agua García, en el municipio de Tacoronte.

### Periodo de posguerra
Establecido en el casco urbano de Tacoronte, Emeterio Gutiérrez Albelo entabla amistad con el párroco y Doctor en Sagrada Teología Carlos González Estarriol, cuyo pensamiento supondría una importante inspiración personal y literaria para el poeta; a Estarriol dedicaría su soneto Adiós, tras el prematuro fallecimiento del sacerdote en junio de 1944. El mismo año, Gutiérrez Albelo hace público su primer poemario desde su secesión del movimiento surrealista y el cuarto de su bibliografía, Cristo de Tacoronte, que revelará un cambio de estética, pero también de credo y de vida; un libro «de sorprendente religiosidad, de arrepentimiento y de conversión en el que se reunirían el sentimiento profundo de la naturaleza y un hondo instinto de salvación». En mayo de 1945 verán la luz en Mensaje los versos de su Despedida de Agustín Espinosa, compuesto con motivo del fallecimiento del escritor y amigo personal el 28 de enero de 1939. Pública después otras dos obras más: Los blancos pies en tierra, de 1951, con la que obtiene el Premio Regional de Poesía «Tomás Morales» de la Asociación de la Prensa de Las Palmas de ese mismo año, así como Los Milagros, editado en 1959, de temática exclusivamente religiosa. 

#### Cristo de Tacoronte
Las dos primeras ediciones de Cristo de Tacoronte, aparecidas en vida de su autor, fueron publicadas por el Instituto de Estudios Canarios de la Universidad de La Laguna, perteneciente por entonces al Consejo Superior de Investigaciones Científicas. La primera edición, iniciada con una nota preliminar del ensayista y poeta Andrés de Lorenzo-Cáceres y Torres, implicaría la tirada de 300 ejemplares. Tres años después se publica la segunda edición; la nota preliminar de esta nueva tirada, consistente en 1000 ejemplares numerados, indicaría que: 

«agotada la primera edición, varios devotos del Santísimo Crucificado han ofrecido sufragar los gastos de una segunda reimpresión de este libro. El Instituto de Estudios Canarios [...] cede a la Mayordomía del Santuario tacorontero los beneficios que pudieran caberle en la edición presente [...] el autor, que igualmente, y con el mismo fin, ha hecho cesión de sus derechos, ha introducido algunas modificaciones en esta segunda edición de su obra»

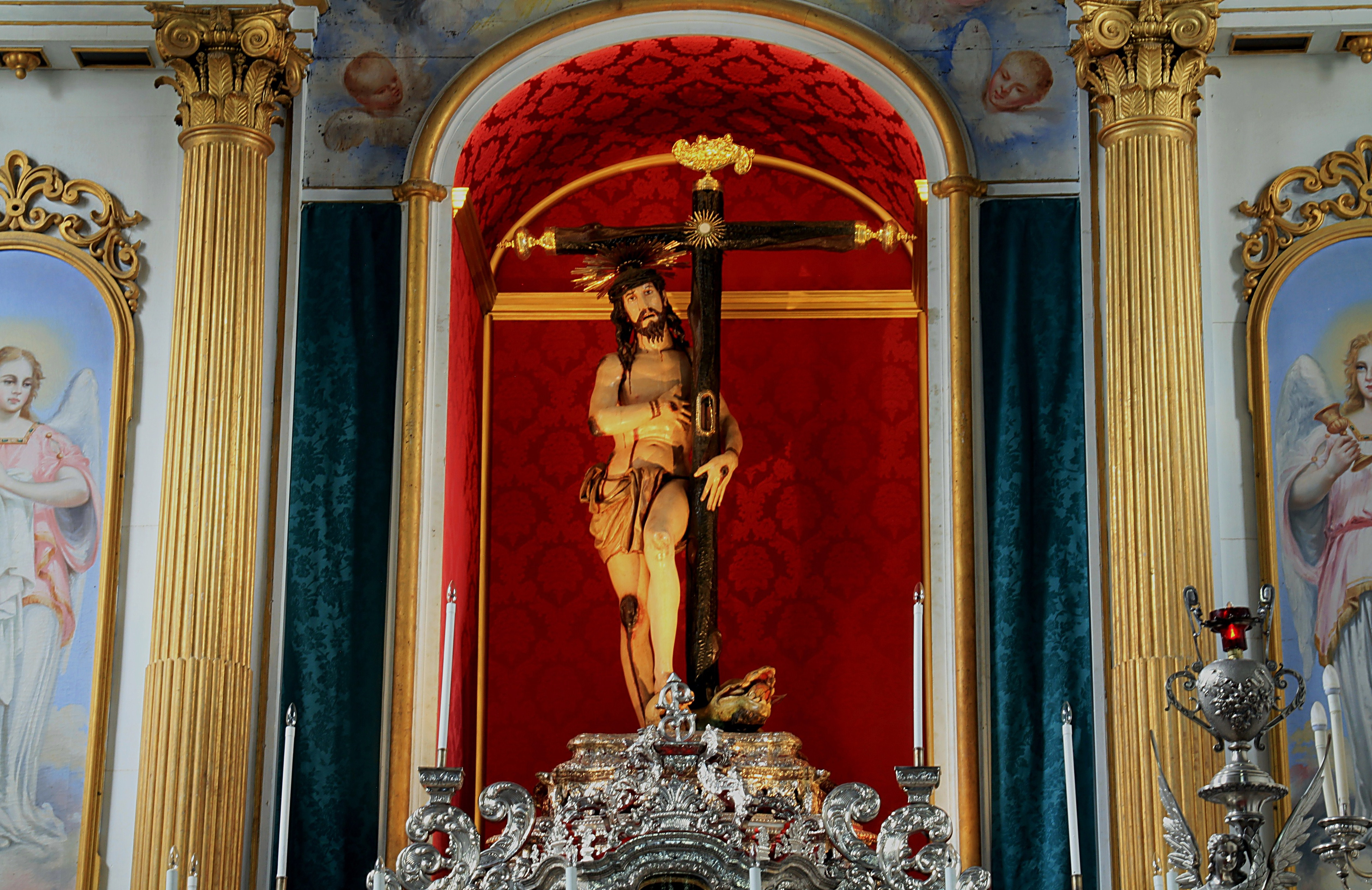
Smo. Cristo de Tacoronte.

Cristo de Tacoronte supondría un hito entre dos etapas de la vida de Gutiérrez Albelo; contemplando su pasado desde este hito, se despiertan en él nuevas concepciones o valoraciones de esa vida anterior. La alegría del encuentro con Dios «no le abandonará ya nunca, y será reflejo de todos sus poemas, poemas religiosos hasta la médula». El escrito habría significado para el poeta «un desahogo, producido por el cese de una inquietud lenta y madurada». Asimismo, por este trabajo Gutiérrez Albelo sería valorado como un «místico campesino», cuya labor «penetra con un hondo sentido en la naturaleza»; en su ausencia, el autor trastocaría «toda aquella naturaleza, toda aquella vegetación que pierde su sentido biológico, para transmutarse, al pasar por su alma, religiosamente, en pura substancia poética»; el contenido de este libro sería resumido en su totalidad mediante la fórmula «Campesino el poeta, y campesino, Cristo». El poemario Cristo de Tacoronte encierra además un rico romancero íntegramente tinerfeño: ni uno solo de sus cuarenta poemas deja de inspirarse en su isla natal y, más circunstancialmente, en el pueblo y vega de Tacoronte, valiéndose del simbolismo y la parábola del Hijo Pródigo como reflejo de la condición del ser humano en la Tierra. Por otra parte, el título de la obra haría referencia a la talla del Santísimo Cristo de Tacoronte, una imagen del siglo XVII expuesta en altar mayor y custodiada en el Exconvento de San Agustín y Santuario del Santísimo Cristo de los Dolores y Agonía de la misma localidad.
Respecto a Cristo de Tacoronte, la investigadora y ensayista tinerfeña María Rosa Alonso, a través de la Revista de Historia de la Universidad de La Laguna, declararía :

«Este libro de Gutiérrez Albelo merece una honda meditación, porque despierta y conmueve la fibra de muchos hontanares y teje una selva de preguntas que proyectan en el aire su cuello de cisne.»

Por otra parte, pocos años después de la aparición de su primera edición, el académico y poeta Vicente Aleixandre, comentaría acerca de la obra:

«Veo una línea de interna continuidad en su desarrollo de poeta, a través de las cruces de sus libros. Un poema del primero da origen al segundo y queda incluido en él con perfecta harmonía. [...] Me gustaría releer "Cristo de Tacoronte" a la luz nueva de sus libros antiguos. Por muy dispar que parezca, creo que reconozco en él (a través del recuerdo) al mismo poeta. Desde la fantasía y el frescor de "Romaticismo y Cuenta Nueva" al "Cristo de Tacoronte", pasando por "Enigma del Invitado", hay una sola mano y un solo corazón que les da origen.»

Asimismo, en una carta con fecha del 2 de diciembre de 1947, el Premio Nobel de Literatura de 1977 se dirigiría al redactor icodense en los siguientes términos:

«Qué libro tan completo. Es ante todo el libro de su amor, de su último amor. En el sentido de total. Y en él realiza usted el prodigio de cantar las lumbres de su corazón, mientras nos hace presentes el paisaje, la tierra, la realidad, sobre la que en el hombre vive y desde la que ama la Divinidad... [...] Desde el barroquismo de Tomás Morales, creo que usted es el poeta que más merece el título de cantor isleño.»

### Obra posterior
Otros dos libros completan la relación de lo que publicó en vida: Geocanción de España de 1964, un poemario descriptivo al estilo de Unamuno, y Apuntes para una vida de Cristo, de 1969, que incluirá su anterior obra Los Milagros. A los títulos anteriores se sumarán cinco obras póstumas: Antología poética (1969), Poesía última (1970), El rincón de la amistad (1971), Tenerife y el mar (1973) y Las alas del tiempo (1974).
Al cesar como maestro en Agua García, el poeta icodense trasladaría su residencia junto con su esposa y sus tres hijas al barrio de Vistabella, continuando en la ciudad capitalina su labor docente en centros como el Colegio Alemán, el Reformatorio de Menores o la Refinería de Cepsa. Por otra parte, el influjo de la pintura y la música en la obra de Gutiérrez Albelo se demostraría notable. Fue asimismo redactor de la ya citada Gaceta de Arte, desde 1932 hasta 1936, y de Mensaje, entre 1945 y 1946, así como fundador y director de la revista Gánigo, editada por el Círculo de Bellas Artes, desde 1953 hasta su muerte.
Emeterio Gutiérrez Albelo fallecería en su casa de Vistabella, en Santa Cruz de Tenerife, la tarde del 6 de agosto de 1969.

## Obra